# 傲来国
傲来国是神魔小说《西游记》中的一个虚构地点，位于东胜神洲。根据《西游记》的描写，傲来国邻近海洋，位於花果山東方二百里水面之處。美猴王（孫悟空）曾至傲来国兵器庫搬盡那裡的兵器。

## 《西游记》对傲来国描写的原始文献
......六街三市，万户千门，来来往往，人都在光天化日之下。

## 原型
據學者杜贵晨考證，「傲来国」的名字來自於山東泰山上的傲来峰。
另名學者方東博士據考證推斷：花果山原型為浙江寧波四明山，四明山向東二百里是舟山島；「傲来國」可能為「倭來國」之諧音，以影射明代侵占舟山島的日本倭寇。